# Europa delle Nazioni Sovrane
Europa delle Nazioni Sovrane è un partito politico europeo e gruppo politico di estrema destra nazionalista al Parlamento europeo, costituitosi il 10 luglio 2024 a seguito delle elezioni europee del 2024 su iniziativa del partito tedesco Alternative für Deutschland.

## Storia

### Elezioni europee del 2024
In seguito alle elezioni europee del 2024, il partito Alternative für Deutschland ha avviato trattative con altri partiti di estrema destra per la costituzione di un gruppo parlamentare, vista l'indisponibilità di Identità e Democrazia di permettere la riammissione dei tedeschi dopo l'espulsione della precedente legislatura.
Il 9 luglio 2024 il partito ceco Libertà e Democrazia Diretta ha dichiarato di essere indisponibile ad entrare nel gruppo Patrioti per l'Europa promosso da Fidesz e da altri partiti tra cui molti aderenti a ID: conferma, inoltre, i colloqui in corso con AfD. Il gruppo viene quindi ufficializzato il giorno successivo, con l'adesione di 25 parlamentari da 8 paesi dell'Unione.

### La costituzione del gruppo europarlamentare
Al momento della costituzione del gruppo era prevista anche l'adesione del partito spagnolo Se Acabó La Fiesta, che tuttavia non ha poi concretizzato questa intenzione. Avevano inoltre presentato richiesta di adesione il partito romeno S.O.S. Romania, il cui ingresso è stato negato per l'opposizione di Mi Hazánk Mozgalom, e gli europarlamentari Milan Mazurek (REP) e Grzegorz Braun (KWiN-CCP), non ammessi per via delle loro posizioni antisemite.
Il 30 settembre ESN si costituisce come partito riconosciuto dall'Autorità per i partiti politici europei.

## Ideologia
Il gruppo è composto da partiti ultranazionalisti e conservatori, favorevoli a una maggiore sovranità nazionale – propugnando la riattribuzone di molte prerogative comunitarie agli Stati membri – e a misure più forti contro l'immigrazione illegale, e fortemente contrari al Green Deal europeo e all'invio di armi all'Ucraina nell'ambito della guerra contro la Russia.

## Membri
| Stato          | Partito Nazionale                                                      | Europarlamentari |
| -------------- | ---------------------------------------------------------------------- | ---------------- |
| Bulgaria       | Rinascita Vazrazhdane (V)                                              | 3 / 17           |
| Francia        | Reconquête Reconquête (R!)                                             | 1 / 81           |
| Germania       | Alternative für Deutschland Alternative für Deutschland (AfD)          | 14 / 96          |
| Lituania       | Unione del Popolo e della Giustizia Tautos ir teisingumo sąjunga (TTS) | 1 / 11           |
| Paesi Bassi    | Forum per la Democrazia Forum voor Democratie (FvD)                    | 0 / 31           |
| Polonia        | Nowa Nadzieja Nowa Nadzieja (NN)                                       | 3 / 53           |
| Rep. Ceca      | Libertà e Democrazia Diretta Svoboda a přímá demokracie (SPD)          | 1 / 21           |
| Slovacchia     | Repubblica REPUBLIKA (REP)                                             | 2 / 15           |
| Ungheria       | Mi Hazánk Mozgalom Mi Hazánk Mozgalom (MHM)                            | 1 / 21           |
| Unione europea | Totale                                                                 | 26 / 720         |

## Struttura
Il gruppo Europa delle Nazioni Sovrane è gestito da un organo collettivo chiamato Presidenza, costituito da due capigruppo e da un numero variabile di vice-capigruppo.
Attualmente i capigruppo sono il tedesco René Aust (AfD) e il polacco Stanisław Tyszka (NN), mentre vice-capigruppo sono Sarah Knafo, Milan Uhrík e Stanislav Stoyanov.
| Presidente                   | Inizio | Fine | Paese (Circoscrizione) | Partito                                   |
| ---------------------------- | ------ | ---- | ---------------------- | ----------------------------------------- |
| René Aust e Stanisław Tyszka | 2024   | -    | Germania e Polonia     | Alternative für Deutschland Nowa Nadzieja |

## Nelle istituzioni dell'Unione europea
| Organizzazione     | Istituzione                         | Numero di seggi |
| ------------------ | ----------------------------------- | --------------- |
| Unione europea     | Parlamento europeo                  | 25 / 720        |
| Unione europea     | Commissione europea                 | 0 / 27          |
| Unione europea     | Consiglio europeo (Capi di governo) | 0 / 27          |
| Unione europea     | Consiglio dell'UE (Ministri)        |                 |
| Unione europea     | Comitato delle regioni              | 0 / 329         |
| Consiglio d'Europa | Assemblea parlamentare              |                 |